# Live at the Bon Soir
Live at the Bon Soir é o décimo álbum ao vivo da cantora estadunidense Barbra Streisand, lançado em 4 de novembro de 2022, pela Columbia Records.
Inicialmente concebido como sua estreia no mercado fonográfico (de forma solo), foi gravado em três noites em 1962, logo após Streisand ter assinado com a Columbia.
As gravações foram descartadas em favor de um projeto com canções gravadas em estúdio, intitulado The Barbra Streisand Album, lançado em 1963.
Em 4 de novembro de 2022 coicidindo com o 60º aniversário da gravação original, foi lançado comercialmente, após ser recuperado e remasterizado dos arquivos de Streisand.

## Antecedentes e produção
A Columbia Records assinou um contrato com Streisand, pela primeira vez, em 1962, após sua estreia na Broadway como Miss Marmelstein, na peça I Can Get It for You Wholesale.
Após uma série de compromissos bem-sucedidos em boates, incluindo a The Lion e a The Bon Soir, no Greenwich Village, a gravadora planejou um álbum ao vivo como sua estreia, gravando suas performances de 4 a 6 de novembro de 1962. As fitas foram arquivadas e Streisand lançou The Barbra Streisand Album em 1963, que incluiu onze faixas de seu repertório das apresentações na boate. O álbum ganhou o Grammy Award para Álbum do Ano, em 1964.
Algumas das faixas dessas gravações ao vivo foram ouvidas pelo público, inclusive no box set Just for the Record..., de 1991. No entanto, o show completo, com 24 faixas ao vivo no Bon Soir, seria lançado pela primeira vez apenas em 4 de novembro de 2022 para coincidir com o sexagésimo aniversário das apresentações originais.
Produzido por Streisand, Martin Erlichman e Jay Landers, as faixas foram remasterizadas sob a supervisão de Streisand e Jochem van der Saag. "A acústica do clube obviamente não foi projetada para gravação, e houve muito vazamento dos instrumentos no microfone vocal [de Streisand]", disse van der Saag, que falou que o projeto acabou exigindo o uso de tecnologia de edição espectral para ser mixado adequadamente.

## Lançamento e promoção
Na sexta-feira, 23 de setembro de 2022, Streisand lançou uma gravação ao vivo de "Cry Me a River" para promovê-lo. Na versão ao vivo da música (que também foi gravada em estúdio e lançada como single principal de seu disco de estreia), ela incluiu as conversas com o "público intimista" e é acompanhada pelo guitarrista Tiger Haynes, pelo baixista Averill Pollard, pelo baterista John Cresci e pianista Peter Daniels.
O site BroadwayWorld estreou o videoclipe de "Cry Me a River" em 7 de outubro. Dirigido por Matt Amato, ele "permite que os espectadores experimentem o ambiente da boate Bon Soir da perspectiva de Barbra". Este é o terceiro videoclipe de Streisand dirigido por Amato.
O lançamento ocorreu nos formatos disco de vinil (LP) com um encarte de 12 páginas e em compact disc (CD) com um encarte de 32 páginas com notas históricas, fotos e uma mensagem da cantora.

## Recepção crítica
| Críticas profissionais | Críticas profissionais |
| Avaliações da crítica  | Avaliações da crítica  |
| Fonte                  | Avaliação              |
| ---------------------- | ---------------------- |
| AllMusic               | [ 8 ]                  |
| The New York Times     | Favorável              |
| Washington Blade       | Favorável              |
| Los Angeles Times      | Favorável              |

Live at the Bon Soir recebeu resenhas positivas dos críticos especializados em música.
Escrevendo para o site AllMusic, Mark Demings elogiou as habilidades de Streisand em sua técnica vocal, afirmando que o "fraseado e a dinâmica" são "notavelmente inteligentes e sofisticados". Ele considerou a performance e suas interações com o público e  músicos um "deleite juvenil", e destacou o restrito quarteto que a acompanhava, chamando-o de "modesto e soberbo", que contrastou com os "arranjos splash[ier]" das gravações de estúdio de feitas para The Barbra Streisand Album.
Wesley Morris, do The New York Times, observou que Streisand demonstra uma "compreensão devastadora de tom, sombreamento, afinação e dicção, mas também de variabilidade emocional."
Escrevendo para o Washington Blade, Kathi Wolfe também elogiou a performance vocal de Streisand, dizendo que ela era "jovem e deslumbrante", e também observou a intimidade das gravações e a conversa incluída entre as faixas.
Jim Farber da AARP: The Magazine elogiou as vocais de Streisand, dizendo que ela estava "em sua forma mais radical, incomum - e, de certa forma, Streisandiana", e chamou o álbum de uma "obra-prima e uma revelação".
Mikael Wood, do Los Angeles Times, comentou sobre o "equilíbrio [de] fineza e veemência" de Streisand e nomeou o álbum como um dos melhores lançamentos do ano.
| Publicação        | Lista                      | Posição | Ref.   |
| ----------------- | -------------------------- | ------- | ------ |
| Los Angeles Times | The 20 Best Albums of 2022 | 8       | [ 11 ] |

## Lista de faixas
| Live at The Bon Soir |                                                                      |                                      |         |  |
| N.º                  | Título                                                               | Compositor(es)                       | Duração |  |
| 1.                   | "Introduction by Dave Kapralik (Columbia Records)/My Name is Barbra" | Leonard Bernstein                    |         |  |
| 2.                   | "Much More"                                                          | Tom Jones Harvey Schmidt             |         |  |
| 3.                   | "Napoleon"                                                           | Harold Arlen E.Y. Harburg            |         |  |
| 4.                   | "I Hate Music"                                                       | Bernstein                            |         |  |
| 5.                   | "Right As The Rain"                                                  | Arlen Harburg                        |         |  |
| 6.                   | "Cry Me a River"                                                     | Arthur Hamilton                      |         |  |
| 7.                   | "Value"                                                              | Jeff Harris                          |         |  |
| 8.                   | "Lover, Come Back to Me"                                             | Oscar Hammerstein II Sigmund Romberg |         |  |
| 9.                   | "Band Introductions"                                                 |                                      |         |  |
| 10.                  | "Soon It's Gonna Rain"                                               | Schmidt Jones                        |         |  |
| 11.                  | "Come to the Supermarket (in Old Peking)"                            | Cole Porter                          |         |  |
| 12.                  | "When the Sun Comes Out"                                             | Arlen Ted Koehler                    |         |  |
| 13.                  | "Happy Days Are Here Again"                                          | Jack Yellen Milton Ager              |         |  |
| 14.                  | "Keepin' Out Of Mischief Now"                                        | Andy Razaf Thomas "Fats" Waller      |         |  |
| 15.                  | "A Sleepin' Bee"                                                     | Arlen Truman Capote                  |         |  |
| 16.                  | "I Had Myself A True Love"                                           | Arlen Johnny Mercer                  |         |  |
| 17.                  | "Bewitched, Bothered and Bewildered"                                 | Richard Rodgers Lorenz Hart          |         |  |
| 18.                  | "Who's Afraid of the Big Bad Wolf?"                                  | Frank Churchill Ann Ronell           |         |  |
| 19.                  | "I'll Tell the Man in the Street"                                    | Rodgers Hart                         |         |  |
| 20.                  | "A Taste of Honey"                                                   | Bobby Scott Ric Marlow               |         |  |
| 21.                  | "Never Will I Marry"                                                 | Frank Loesser                        |         |  |
| 22.                  | "Nobody's Heart Belongs To Me"                                       | Rodgers Hart                         |         |  |
| 23.                  | "My Honey's Lovin' Arms"                                             | Herman Ruby Joseph Meyer             |         |  |
| 24.                  | "I Stayed Too Long At the Fair"                                      | Billy Barnes                         |         |  |

## Tabelas

### Tabelas semanais
| Tabela musical (2022)              | Melhor posição |
| ---------------------------------- | -------------- |
| Escócia (Official Scottish Albums) | 28             |
| Espanha (PROMUSICAE)               | 82             |
| Estados Unidos (Billboard 200)     | 150            |
| Reino Unido (UK Digital Albums)    | 34             |